# فهرس موقع النجم وحركتة الحقيقية
فهرس موقع النجم وحركتة الحقيقية (بالإنجليزية: Positions and Proper Motions Star Catalogue)‏ (PPM Star Catalogue) هو فهرس فلكي للنجوم وخليفة فهرس مرصد سميثسونيان للفيزياء الفلكية .يحتوي الفهرس على 378,910 نجم مرجعي في السماء كلها ويحدد أنواعها الطيفية ومواقعها الدقيقة وحركتها الخاصة في نظام إحدثيات الحقبة 2000 ، على النحو المحدد في الإصدار الخامس من فهرس النجوم الأساسية وأقرب مايكون لنظام الإحدثيات السماوي المحدد من الاتحاد الفلكي الدولي (1976) . وهكذا، فإن فهرس موقع النجم وحركتة الحقيقية هو امتداد لنظام فهرس النجوم الأساسية للنجوم ذات الكثافة الأعلى والأقل سطوعا 
ويمكن اعتبار فهرس موقع النجم وحركتة الحقيقية كبديل للقياسات الفلكية لفهرس مرصد سميثسونيان للفيزياء الفلكية وفهرس فريدريش فيلهلم آرغلاندر ( فهرس الجمعية الفلكية نشر بين عامي 1890 و 1954، يسرد 200 ألف نجم إلى القدر التاسع ) السابقتين وكلاهما خدما غرضا مماثلا.